# Half-Truism
Half-Truism – piosenka The Offspring otwierająca studyjny album Rise and Fall, Rage and Grace. Została wydana jako czwarty singiel 12 maja 2009.

## Premiera
Piosenka Half-Truism miała swoją premierę jeszcze przed wydaniem albumu na australijskim festiwalu Soundwave Festival. Była to druga piosenka z albumu, jaką zespół wykonał na żywo (pierwszą była piosenka Hammerhead zagrana na japońskim festiwalu Sumersonic).

## W kulturze popularnej
- Half-Truism występuje jako łatwa do zagrania piosenka w grze wideo Guitar Hero On Tour: Modern Hits.
- Piosenka pojawia się także w reklamie Virgin Tour 2009